# Kenneth Henry
Kenneth Charles „Ken“ Henry (* 7. Januar 1929 in Chicago, Illinois; † 1. März 2009 in Lake Bluff, Illinois) war ein US-amerikanischer Eisschnellläufer.
Er gewann bei den Olympischen Winterspielen 1952 in Oslo die Goldmedaille über 500 Meter. 28.000 Zuschauer wohnten im Bislett-Stadion seinem Sieg in 43,2 Sekunden bei. Bei den Spielen 1956 wurde er Vierter über diese Strecke.
Bei den Olympischen Winterspielen 1960 in Squaw Valley trug er bei der Eröffnungsfeier die Fackel ins Stadion. Acht Jahre später war er  in Grenoble Cheftrainer der amerikanischen Eisschnelllauf-Mannschaft.